# Hjerting Kirke (Esbjerg Kommune)
 For alternative betydninger, se Hjerting Kirke. (Se også artikler, som begynder med Hjerting Kirke)
Hjerting Kirke, Hjerting Sogn i Esbjerg Kommune.

## Sognet opstår
Hjerting Sogn blev udskilt fra Guldager Sogn i 1983. Men Hjerting by kendes tilbage fra middelalderen. Her var både fiskeleje og ladeplads. Den første dampskibstrafik til England udgik fra Hjerting, men snart overtog havnen i den nye by Esbjerg denne trafik. Allerede før 1983 havde man afholdt gudstjenester i Hjerting, selvom den manglede en egentlig kirke. Fra 1933 anvendte man en kirkesal, der lå på Gl. Guldagervej; en sal som usædvaneligt nok blev delt med den lokale metodistmenighed. Siden anvendtes en såkaldt vandrekirke, dvs. en træbarak, som siden er flyttet og nu anvendes som spejdercenter. Med Hjertings ekspansion fra 1960'erne som en forstad til Esbjerg, blev behovet for en egentlig kirkebygning stadig mere udtalt. I september 1992 kunne den nye kirke indvies.

## Kirkebygningen
Kirken blev tegnet af arkitekten Alan Havsteen-Mikkelsen. Den fremstår i det ydre hvidkalket og med gråt blytag. I dens indre er den stærkt præget af et inventar skabt af den verdensberømte kunstner Robert Jacobsen.

## Eksterne kilder og henvisninger
- Hjerting Kirke Arkiveret 31. januar 2011 hos  Wayback Machine hos nordenskirker.dk
- Hjerting Kirke hos denstoredanske.dk
- Hjerting Kirke hos KortTilKirken.dk
- (historisk:) Hjerting Vandrekirke i bogværket Danmarks Kirker (udg. af Nationalmuseet)